# Jules de Gastyne
Jules Sillas Benoist dit Jules de Gastyne, né à Sanxay (Vienne) le 12 juin 1847 et mort à Paris le 14 juin 1920, est un journaliste, écrivain et dramaturge français, auteur de romans-feuilletons et de vaudevilles.

## Biographie
Fils de menuisier, il est journaliste en province avant de s'installer à Paris pour travailler dans des journaux monarchistes tels que Le Triboulet. C'est toutefois grâce à ses romans et pièces de théâtre qu'il devient célèbre en son temps.  
Plusieurs de ses romans sont des mélodrames et des récits policiers où se multiplient les adultères, les duels, les trahisons et diverses forfaitures. Il affectionne les intrigues qui ont pour héros un faux coupable, souvent un jeune homme de bonne famille accusé à tort d'un crime crapuleux. C'est le cas dans Le Drame des Chartrons (1888) et dans Jusqu'au crime (1912). D'autres romans s'intéressent à des disparitions, sous fond d'intrigues sentimentales, comme dans Casse-cœurs (1908-1909), Disparue (1919) et La Porte secrète (posthume, 1934). Dans Un drame à l'Exposition (1889), roman qui exploite le cadre de l'Exposition universelle de 1889, une petite fille est jetée du haut de la Tour Eiffel.
En 1908, il crée le personnage de Marc Jordan, chroniqueur du journal Le Gaulois et grand détective amateur. Ce héros à la bonne humeur et à l'entrain inépuisables, même dans les situations les plus dangereuses, est le héros d'une soixantaine de fascicules parus chez Ferenczi & fils, et illustré par Édouard Yrondy.
Jules de Gastyne est le père de Marco de Gastyne et de Guy de Gastyne.

## Œuvre

### Romans

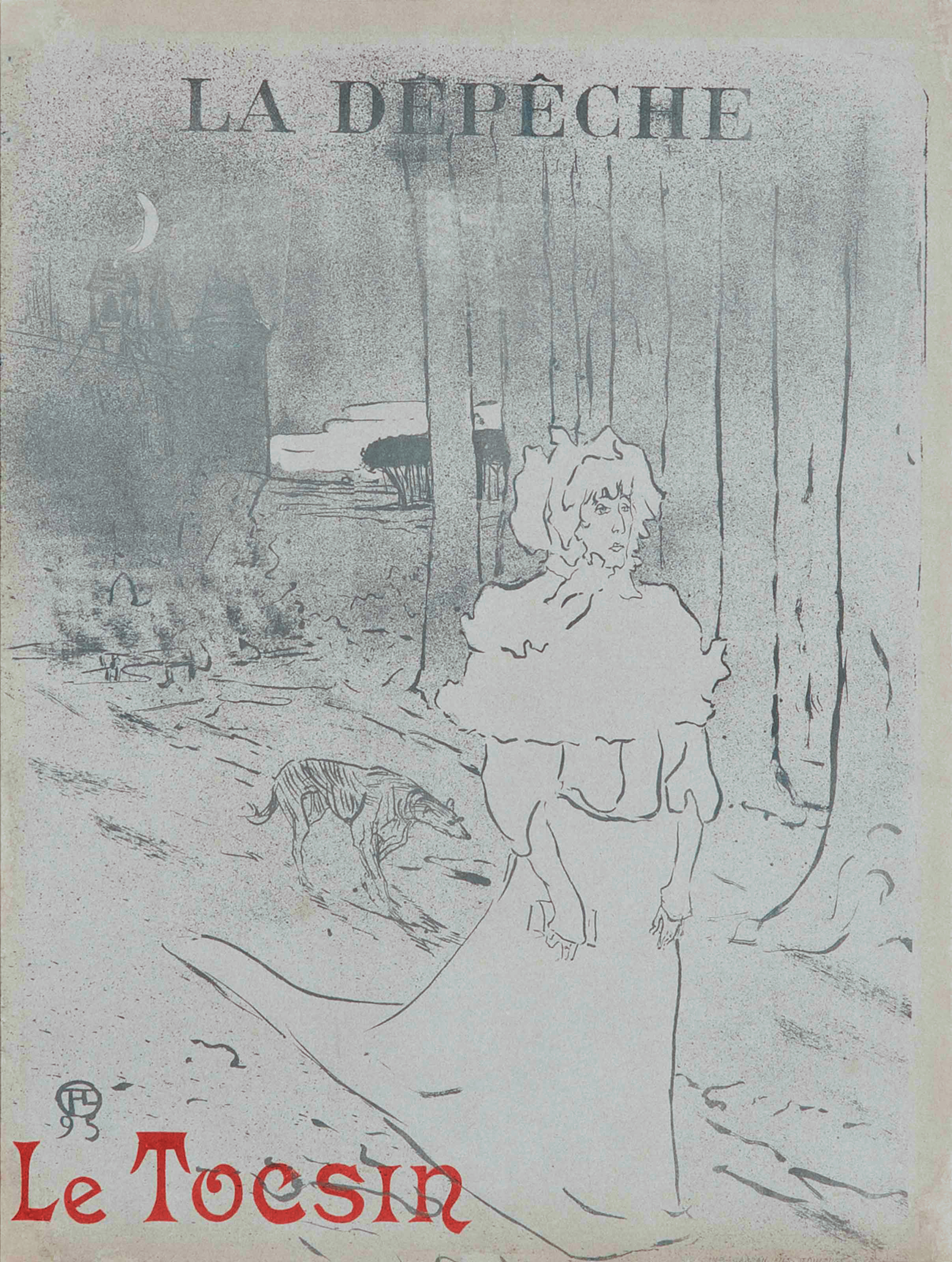
Affiche de Toulouse-Lautrec pour Le Tocsin, roman-feuilleton pour La Dépêche de Toulouse (décembre 1895).

- Les Tripoteurs, 1873 Texte en ligne
- L'Écuyère masquée, 1878
- La Femme nue, 1883
- Farandole, 1884
- Le Roi des braves, roman parisien, 1884
- La Grotte du milliard, 1884 Texte en ligne
- L'Amour et l'Argent, 1884
- Rayon d'or, roman parisien, 1885
- Le Secret de Daniel, 1886 Texte en ligne
- L'Abandonné, 1886 Texte en ligne
- Le Séquestré, 1886
- Le Bâtard légitime, 1887
- Le Nom fatal, 1887
- En flagrant délit, roman parisien, 1887 Texte en ligne
- Le Garçon de jeu, roman d'actualité, 1887
- Divorcés, 1888
- Le Drame des Chartrons, 1888 Texte en ligne
- Les Femmes de Monseigneur, 1888
- Le Lit de velours noir, histoire parisienne, 1888
- Chair à plaisir, 15 vol., 1888-1891
- Un drame à l'Exposition, 1889 (publié en feuilleton dans Le Matin)
- Les Noces tragiques, 1890
- L'Affaire du général X, 1890
- Mariée et vierge, 1890
- Charmeuses d'hommes, 1891
- Amours criminelles, 1891 Texte en ligne
- Cœur sacrifié ! 1891
- Les Désespérés, 1891
- Une vengeance terrible, 1891
- La Femme en noir, 1891
- Les Deux Amours, 1891
- Pauline de Mériane, 1892
- Premières Caresses, 1892
- Le Spectre blanc, 1894
- Le Tocsin, 1895
- Les Deux Mères d'Henri, 1897-1898
- Cœur torturé, 1898
- Flétrie !, 1900
- Séquestrée, 1901
- Le Lys noir, grand roman dramatique, 1902 Texte en ligne
- Le Mauvais génie, grand roman dramatique, 1903
- Le Boulet vivant, 1903  (publié en feuilleton dans Le Matin)
- Un nouveau Robinson, 1906
- La Femme fatale, 1907
- Sanglante Énigme, 1907
- Série Marc Jordan, plus de 60 fascicules à partir de 1908
- Casse-cœurs, 1908-1909
- Contes tragiques, 1909
- Un homme à bonnes fortunes, 1909
- Le Secret de l'inconnue, grand roman dramatique, 1911
- Jusqu'au crime, 1912 (première version publiée en feuilleton dans Le Matin en 1911)
- Honneur pour honneur, 1913
- La Voyante, 1913
- Les Amours du Radjah, 1914
- La Nuit rouge, 1915
- Pour l'honneur d'une mère !, 1915
- La Petite princesse, 1916
- L'Atelier aux momies, 1917
- Amour brisé, grand roman dramatique, 1917
- Où conduit l'amour, 1918
- Trop aimée, 1918
- Colette et Colibri, 1919
- Purifiée par l'amour, 1919
- Disparue, 1919
- Le Fils de la nuit, 1919-1920 (publié en feuilleton dans Le Matin)
- Les Feux mystérieux, 1920
- L'Engin de la mort, 1921 (publication posthume)
- Noble... et Bandit, 1926 (publication posthume)
- Le Crime du mari, 1931 (publication posthume)
- La Porte secrète, 1934 (publication posthume)
- Voleur d'enfants, 1935 (publication posthume)
- L'Enfant du viol, grand roman dramatique, s. d.

### Théâtre
- Balthazar Gérard, drame en 5 actes et 10 tableaux, avec Louis de Semein, 1872
- Le Rêve de Malitou, comédie-vaudeville en 3 actes, avec Alfred Delacour, Paris, Théâtre Déjazet, 13 janvier 1885
- La Première visite, vaudeville en 1 acte, Paris, Théâtre Déjazet, 15 février 1885
- Les Petites voisines, vaudeville en 3 actes, avec Hippolyte Raymond, Paris, Théâtre du Palais-Royal, 21 mai 1885
- La Vie commune, vaudeville en trois actes, avec Henri Feugère, Paris, Théâtre du Palais-Royal, 19 février 1887
- Les Maris d'une divorcée, comédie en 3 actes, avec Hippolyte Raymond, Paris, Théâtre du Palais-Royal, 26 mars 1892

### Autres publications
- Mémoires secrets du Comité central et de la Commune, 1871 Texte en ligne
- Le Fils de la nuit, grand roman cinématographique, avec Gérard Bourgeois, 1920

## Sources
: document utilisé comme source pour la rédaction de cet article.
- Claude Mesplède (dir.), Dictionnaire des littératures policières, vol. 1 : A - I, Nantes, Joseph K, coll. « Temps noir », 2007, 1054 p. (ISBN 978-2-910-68644-4, OCLC 315873251), p. 823-824